# Melioidosi
La melioidosi è un'infezione causata dal batterio Burkholderia pseudomallei. Oltre all'uomo, colpisce anche ratti, pecore, capre e maiali.

## Epidemiologia
È endemica in Asia meridionale (dal Pakistan alle Filippine e province meridionali della Cina) e in Oceania nord-occidentale. In particolare, sono particolarmente colpite, con un'incidenza annua di 50 casi per 100 000 abitanti, la Thailandia nord-orientale e la parte settentrionale del Territorio del Nord in Australia.
Il 75-81% dei casi si sviluppa durante la stagione umida. Il picco di incidenza è tra i 40 e 60 anni di età, ma è ben rappresentata anche nei bambini.

## Eziologia e patogenesi
L'agente eziologico della melioidosi è il batterio Burkholderia pseudomallei, che fa parte del genere Burkholderia assieme ad altre 40 specie diffuse in altre aree del globo, di cui alcune patogene per l'uomo. Nel terreno delle zone endemiche di B. pseudomallei coesiste anche B. thailandensis.
La melioidosi si sviluppa in persone che hanno regolari contatti col suolo e con acque non trattate. L'infezione può risultare da:
- inoculazione percutanea (ferite)
- inalazione (forti intemperie o rilascio deliberato come arma biologica)
- ingestione (acqua e cibo contaminati; nei lattanti anche attraverso l'allattamento al seno di madri affette da mastite causata dal batterio).

Il periodo di incubazione, oggetto di un solo studio, sembra variare da 1 (inalazioni massive di acqua, in un quasi-annegamento) a 21 giorni.
Siccome più dell'80% dei pazienti ha uno o più fattori di rischio per questa malattia, è stato suggerito che la melioidosi debba essere considerata un'infezione opportunistica, poiché nei pazienti precedentemente sani è molto improbabile un'importante manifestazione clinica. I fattori di rischio sono:
- diabete (23-60% dei pazienti)
- abuso di alcol (12-39%)
- malattie renali croniche (10-27%)
- talassemia (7%)
- terapia con glucocorticoidi
- cancro

## Presentazione clinica
La melioidosi ha una gamma di presentazioni cliniche, che vanno da una forma acuta e fulminante a una forma cronica (sintomi per più di 2 mesi, 11% dei casi), che imita un cancro o un'infezione tubercolare. La forma acuta può avere una di queste manifestazioni iniziali:
- polmonite (51% dei pazienti)
- infezione del tratto genitourinario (14%)
- infezione cutanea purulenta (13%)
- artrite settica e osteomielite
- coinvolgimento del sistema nervoso (con paralisi dei nervi cranici, encefalite o mielite dei nervi periferici)

Alla presentazione la metà dei pazienti presenta una batteriemia e quindi febbre, e circa un quinto va incontro a shock settico. Comuni gli ascessi secondari in tutti gli organi interni.
Una notevole differenza clinica esiste tra la forma australiana e quella del sud-est asiatico. Circa il 40% dei bambini in Thailandia e in Cambogia presentano una parotite suppurativa, che invece è estremamente rara in Australia, dove di contro circa il 20% dei pazienti maschi adulti presenta una prostatite.
La mortalità totale della melioidosi è di circa il 40% in Thailandia e del 14% in Australia. La forma cronica ha un tasso di mortalità del 10%.

## Diagnosi e terapia
Un ritardo nella diagnosi di melioidosi può risultare fatale. L'esame di riferimento è una coltura del batterio da un qualsiasi prelievo (ematico, dell’urina, bioptico, broncoaspirato, ascitico, ecc.). Può essere utilizzata anche la PCR, che è un test più rapido, ma meno sensibile.
In ogni caso, non è spesso possibile attendere l'esito di questi test, cosicché le linee guida per il trattamento di una qualsiasi polmonite acquisita in comunità (cioè non ospedaliera) nelle zone endemiche prevede l'immediata somministrazione di antibiotici attivi contro B. pseudomallei nei pazienti che hanno almeno uno dei fattori di rischio succitati.
Il trattamento si svolge in due fasi:
1. terapia iniziale intensiva, per 10-14 giorni, con ceftazidima, meropenem, o imipenem, somministrati endovena.
2. terapia orale di eradicazione, per 3-6 mesi, con trimetoprim-sulfametossazolo e, in caso di resistenza a questi antibiotici (13% in Tailandia, 2,5% in Australia), amoxicillina-acido clavulanico.